# Juan Bar
Juan Manuel Bar (* 29. Juni 1987 in Olivos, Partido Vicente López) ist ein argentinischer Handballspieler.

## Karriere

### Verein
Der 1,90 m große Torhüter spielte in seiner Heimat für Sociedad Alemana de Gimnasia de Los Polvorines.
Im Jahr 2008 wechselte er zunächst zur ASD Pallamano Prato nach Italien und darauf für drei Spielzeiten zu Bologna United Handball, mit dem er international im EHF Challenge Cup 2009/10 antrat.
In Spanien lief er drei Jahre für Sociedad Deportiva Teucro in der zweiten Liga auf.
2015 kehrte er zu SAG Polvorines zurück. Anschließend stand er fünf Jahre bei Universidad de Luján Handball im Tor. Dort gewann er im Torneo Metropolitano die Clausura 2016, die Apertura 2017, die Clausura 2017 und die Apertura 2019. Im Súper 4 triumphierte er mit UNLu, das seit 2020 als San Fernando Handball antritt, 2019, im Torneo Nacional 2018, 2019 und 2021.
Ab 2021 stand er beim spanischen Erstligisten Helvetia Anaitasuna unter Vertrag. Er wechselte zur Saison 2024/2025 zu Recoletas Atlético Valladolid, wo er einen Zwei-Jahres-Vertrag erhielt.

### Nationalmannschaft
Mit der argentinischen Nationalmannschaft gewann Juan Bar zwei Mal die Panamerikanischen Spiele sowie je einmal Silber bei der Süd- und mittelamerikanischen Meisterschaft und bei den Südamerikaspielen.
Außerdem nahm er an den Olympischen Spielen 2020 (12. Platz) sowie den Weltmeisterschaften 2021 (11. Platz) und 2023 (19. Platz) teil.

### Erfolge
UNLu/San Fernando Handball
- Torneo Metropolitano: Clausura 2016, Apertura 2017, Clausura 2017, Apertura 2019
- Torneo Nacional: 2018, 2019, 2021
- Súper 4: 2019

Süd- und mittelamerikanische Meisterschaft:
- Silber 2022

Panamerikanische Spiele:
- Gold 2019[6], 2023[7]

Südamerikaspiele:
- Silber 2018[6]